# Frederik Gottschalck Haxthausen den äldre
Frederik Gottschalck Maximilian (von) Haxthausen (den äldre), född den 4 september 1705 i Maastricht, död den 4 januari 1770 på Frederikssten, var en dansk officer, far till Frederik Gottschalck Haxthausen den yngre.
Vid tiden för hans födelse tjänade hans far, Arnold Ludvig (von) Haxthausen (död 1730 som överstelöjtnant), vid hjälptrupperna i Republiken Förenade Nederländerna. 11 år gammal blev han kadett, 1719 fänrik vid Fynske nationale Infanteriregiment, där fadern då gjorde tjänst, 1720 sekundlöjtnant, 1722 fick han transport till Prins Christians (hvervede) Regiment, 1726 blev han premiärlöjtnant, kom 1733 till Fodgarden och blev 1741 kapten vid detta. År 1747 utnämndes han till chef för Landkadetkompagniet och anförare av Drabantgarden, vilka poster under lång tid var förenade; samtidigt fick majors grad, 1749 blev han överstelöjtnant och 1754 överste (med anciennitet från 1750). Vid Kadetkompagniet införde han 1757 en forbedret Indretning, enligt vilken där bland annat hölls föreläsningar varje vecka för garnisonens officerare och underofficerare, som önskade vidareutbildning. År 1760 blev Haxthausen chef för Garnisonsregimentet och när detta lades ned 1764 för 1. oplandske Regiment, 1768 generalmajor och kommendant på Frederikssten.